# Kay Francis

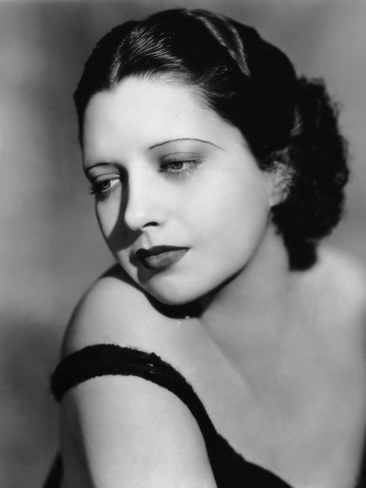
Kay Francis.

Kay Francis, född 13 januari 1905 i Oklahoma City, död 26 augusti 1968 i New York, var en amerikansk skådespelare. Francis medverkade i pjäser på Broadway innan hon 1929 började filma. Mellan 1930 och 1936 var hon filmbolaget Warner Bros. bäst betalda kvinnliga skådespelare.
Hon har en stjärna på Hollywood Walk of Fame vid adressen 6766 Hollywood Blvd.

## Filmografi i urval
- 1929 – Miljonärernas paradis
- 1930 – For the Defense
- 1930 – Hjärtan bakom mask
- 1930 – Brottets gata
- 1931 – Storstadens lockfåglar
- 1932 – Tjuvar i paradiset
- 1932 – Den stora juvelstölden
- 1932 – Hongkong - San Francisco
- 1933 – Storm i daggryningen
- 1933 – Genom nyckelhålet
- 1934 – Under-bar
- 1936 – Hennes livs hemlighet
- 1939 – Hjärter är trumf
- 1941 – Charley's Aunt
- 1941 – Det evigt kvinnliga
- 1945 – Kvinnor utanför lagen